# Dawung (Matesih)
Dawung is een bestuurslaag in het regentschap Karanganyar van de provincie Midden-Java, Indonesië. Dawung telt 3772 inwoners (volkstelling 2010).